# 魔術師ネズミ
『魔術師ネズミ』（まじゅつしねずみ、原題：Haunted Mouse）はトムとジェリーの短編作品の一つ。1965年製作。制作はチャック・ジョーンズ。

## 作品内容
夕暮れの街を、ジェリーにそっくりな一匹のネズミが歩いてくる。マントをはおりシルクハットを被り杖を持ったそのネズミは、ジェリーのいとこ、魔術使いのマーリンだった。ジェリーのもとへ客としてやってきた彼は、入り口の前で待ち構えるトムを魔術で難なく浮かせると、早速壁の穴の中へ。脱いだマントや手袋、帽子が生き物のように歩んで自分から帽子掛けに収まる様子を、ジェリーは面白く眺める。マーリンをもてなすために台所へ行き、秘密のエレベーターを使って冷蔵庫に忍び込んだジェリーだったが、ラディッシュやオリーブをあさっているうちに、覗き込んだトムの鼻をうっかりもいでしまう。
こうしてまたドタバタが始まり、穴の中へ逃れるジェリー。しつこいトムは穴の中に腕を入れ、ネズミを一匹捕まえる。しかしそれはジェリーではなく、マーリンだった。マーリンは少しも動じることなく、トムに催眠術をかけ、さらに体の中に入り込む。
魔術によって、今までトムに食われたネズミに小鳥、そして金魚までもが生き返り、目を覚ましたトムは、マーリンの圧倒的な魔術に驚いてしまう。
しかし、冷蔵庫のエレベーターに潜り込んでジェリーを待ち伏せたトムは、再び壁の穴の中に腕を入れる。次に捕まえたのはマーリンのシルクハットであった。トムはあれこれの中を調べるうちに、帽子の中に入っていたウサギたちにハンマーで頭を殴られ、降参するのであった。

### 備考
今作の最後には、ジェリーとマーリンが帽子から出した「The End」の文字が、フランス語→ドイツ語→中国語→イタリア語→英語の順に変化する演出が用いられている。

## 登場キャラクター
トム
ジェリー宅の正面玄関前でジェリーを待ち構えるが、いとこのマーリンがかけた催眠術により空中へ浮上させられる。その後冷蔵庫内にいたジェリーに自身の鼻をもがれたことをきっかけに追いかけっこを始め、穴の中に隠れたジェリーを捕まえようとするも・間違っていとこのマーリンを捕まえる。その後マーリンに催眠術をかけられ、最後はシルクハットから出てきたウサギにハンマーで頭を殴られ降参した。
ジェリー
いとこのマーリンを自身の家へ招いてもてなし、自身のボディーガードとなってトムを退治してくれたことに感謝した。
マーリン
ジェリーのいとこである魔術師ネズミ。ジェリーのボディーガードとなってトムに催眠術をかけ、トムの体内にいた様々な動物を生き返らせて外へ脱出させた。最後はシルクハット内にいたウサギにトムを退治させている。
ネズミ・小鳥・金魚
マーリンの催眠術により生還し、トムの体内から脱出した。
ウサギたち
最後の場面でマーリンのシルクハットより登場し、ハンマーでトムを叩きのめした。

## 日本でのテレビ放映
1980年頃、日本テレビ系「木曜スペシャル・おかしなおかしな トムとジェリー 大行進」の枠内で放映され、その後も再放送された。DVDにも収録。